# 小行星4585
小行星4585（4585 Ainonai）是一颗绕太阳运转的小行星，为主小行星带小行星。该小行星于1990年5月16日发现。

## 轨道参数
小行星4585的轨道半长轴为2.7333531 UA，离心率为0.238。